# Il cacciatorpediniere maledetto
Il cacciatorpediniere maledetto (Gift Horse) è un film britannico del 1952 diretto da Compton Bennett.

## Produzione
La pellicola narra le vicende di un'unità navale della Royal Navy, leggera e veloce, appunto un cacciatorpediniere, il Ballantree, utilizzato come nave-bomba contro un obiettivo militare tedesco.
Il film si rifà, in maniera libera e "romanzata", a un episodio realmente accaduto nella seconda guerra mondiale: l'Operazione Chariot. In quell'occasione, un vecchio cacciatorpediniere a quattro fumaioli della U.S. Navy, ceduto alla marina britannica, in base alla legge Affitti e Prestiti, fu riempito di esplosivo e detonatori a tempo, portato ad urtare con la prua contro la porta del bacino di carenaggio del porto francese di Saint-Nazaire (allora in mano militare tedesca), dopo essere stato abbandonato dall'equipaggio, che era stato addestrato allo scopo, e che però rimase a lungo prigioniero sul molo molto vicino alla nave, prima che la programmata deflagrazione mandasse in frantumi il manufatto portuale.
Il titolo originale Gift Horse si ispira al proverbio A caval donato non si guarda in bocca, in inglese Never Look a Gift Horse in the Mouth.
Il nome del cacciatorpediniere dell'episodio storico era, nella realtà, Campbeltown. Per le riprese venne utilizzato l'HMS Leamington, ultima unità della classe Town ancora in grado di navigare.